# Kemantren (Gedek)
Kemantren is een bestuurslaag in het regentschap Mojokerto van de provincie Oost-Java, Indonesië. Kemantren telt 3914 inwoners (volkstelling 2010).